# Liste d'écrivains de langue gujaratie
Cet article présente la liste des écrivains de langue gujaratie.

## Liste
- Aabid Surti
- Abdulgani Dahiwala
- Adil Mansuri
- Akho
- Alexander Kinlock Forbes
- Amrit Keshav Nayak
- Amritlal Vegad
- Amrut Ghayal
- Anandghan
- Anandshankar Dhruv
- Anantrai Raval
- Anil Chavda
- Anil Joshi
- Anila Dalal
- Aniruddh Brahmabhatt
- Ankit Trivedi
- Anwarmiya Kaji
- Ardeshar Khabardar
- Asharam Dalichand Shah
- Ashok Chavda
- Ashok Dave
- Ashokpuri Goswami
- Ashwini Bhatt
- Asim Randeri
- Babu Suthar
- Bakul Tripathi
- Balashankar Kantharia
- Balmukund Dave
- Balwantray Thakore
- Barkat Virani
- Behramji Malabari
- Bhagvat Singh
- Bhagwandas Patel
- Bhagwatikumar Sharma
- Bhalan
- Bhanuprasad Trivedi
- Bhavesh Bhatt
- Bhavin Gopani
- Bhavsinhji II
- Bhoja Bhagat
- Bholabhai Patel
- Bholanath Divetia
- Bhupat Vadodaria
- Bindu Bhatt
- Buddhisagarsuri
- Carlos G. Vallés
- Chandrakant Bakshi
- Chandrakant Shah
- Chandrakant Sheth
- Chandrakant Topiwala
- Chandrashekhar Vijay
- Chandravadan Mehta
- Chintan Shelat
- Chinu Modi
- Chunilal Madia
- Curumsey Damjee
- Dalpatram
- Damodar Botadkar
- Dayaram
- Dhirendra Mehta
- Dhiru Parikh
- Dhirubhai Thaker
- Dhiruben Patel
- Dhumketu
- Dhwanil Parekh
- Dinkar Joshi
- Esha Dadawala
- Esther David
- Father Vallés
- Gangasati
- Ghulam Mohammed Sheikh
- Gijubhai Badheka
- Girdhar
- Govardhanram Tripathi
- Gulabdas Broker
- Gunvant Shah
- Gunvantrai Acharya
- H. N. Golibar
- Hajimahamad Allarakha
- Hansa Jivraj Mehta
- Hardwar Goswami
- Harilal Dhruv
- Harilal Upadhyay
- Harindra Dave
- Hariprasad Vyas
- Harish Meenashru
- Harivallabh Bhayani
- Harji Lavji Damani 'Shayda'
- Harkisan Mehta
- Harshad Trivedi
- Hemant Chauhan
- Hemchandracharya
- Himanshi Shelat
- Ichharam Desai
- Ila Arab Mehta
- Indulal Yagnik
- Ishwar Petlikar
- J. V. S. Taylor
- Jaishankar Bhojak 'Sundari'
- Jay Vasavada
- Jayant Khatri
- Jayanti Dalal
- Jhaverchand Meghani
- Jhinabhai Desai 'Snehrashmi'
- Jigar Joshi 'Prem'
- Jinaharsha
- Jinvijay
- Jitesh Donga
- Jivram Joshi
- Joseph Macwan
- Jugatram Dave
- Jyotindra Dave
- Kaajal Oza Vaidya
- Kaka Kalelkar
- Kalapi (en)
- Kamal Vora
- Kamlashankar Trivedi
- Kanhaiyalal Maneklal Munshi
- Kanti Bhatt
- Kaushik Chaudhary
- Kavi Kant
- Keshavlal Dhruv
- Kiransinh Chauhan
- Kishansinh Chavda
- Krishnalal Shridharani
- Kundanika Kapadia
- Kundanlal Dholakia
- Labhshankar Thakar
- Madhav Ramanuj
- Madhu Rye
- Madhusudan Dhanki
- Mahadev Desai
- Mahatma Gandhi
- Makanji Kuber Makwana
- Makarand Dave
- Manhar Modi
- Manilal Desai
- Manilal Nabhubhai
- Manoj Khanderia
- Manubhai Pancholi 'Darshak'
- Mareez
- Milind Gadhavi
- Mirabai
- Mohammad Mankad
- Mohan Parmar
- Mulshankar Bhatt
- Nagindas Parekh
- Nakar
- Nandshankar Mehta
- Narayan Hemchandra
- Narendra Modi
- Narmad
- Narsinh Mehta
- Narsinhrao Divetia
- Navalram
- Nayan Desai
- Nazir Dekhaiya
- Nazir Mansuri
- Neerav Patel
- Nhanalal
- Niranjan Bhagat
- Pannalal Patel
- Phoolchand Gupta
- Pravin Darji
- Pravin Pandya
- Premanand Bhatt
- Priti Sengupta
- Radheshyam Sharma
- Raeesh Maniar
- Raghuveer Chaudhari
- Rajendra Patel
- Rajendra Shah
- Rajendra Shukla
- Rajesh Vankar
- Rajesh Vyas
- Rakesh Jhaveri
- Ramanbhai Nilkanth
- Ramanlal Joshi
- Ramanlal Soni
- Ramesh Parekh
- Ranchhodbhai Dave
- Ranchhodji Diwan
- Ranjitram Mehta
- Rashid Meer
- Ratnamanirao Jote
- Ravji Patel
- Rita Kothari
- Ruswa Majhalumi
- Sanjay Chhel
- Sanju Vala
- Saroj Pathak
- Saumya Joshi
- Shahabuddin Rathod
- Shamal Bhatt
- Shayda
- Shivkumar Joshi
- Shridhar Vyas
- Shrimad Rajchandra
- Sitanshu Yashaschandra
- Sukhlal Sanghvi
- Suman Shah
- Suresh Dalal
- Suresh Joshi
- Swami Anand
- Taarak Mehta
- Theodore Hope
- Tribhuvandas Luhar 'Sundaram'
- Udayan Thakker
- Udayaratna
- Umashankar Joshi
- Ushnas
- Vadilal Dagli
- Vallabh Bhatt
- Vallabhsuri
- Varsha Adalja
- Venibhai Purohit
- Vihang A. Naik
- Vijaygupta Maurya
- Vijayray Vaidya
- Vinod Bhatt
- Vinod Joshi
- Vishnu Pandya
- Vivek Kane 'Sahaj'
- Vrajlal Shastri
- Yogesh Joshi
- Zar Randeri